# Checkmate (EP)
Checkmate (estilizado en mayúsculas como CHECKMATE) es el quinto EP del grupo femenino surcoreano Itzy, que fue lanzado el 15 de julio de 2022 por JYP Entertainment y distribuido por Dreamus. El miniálbum contiene siete pistas, incluido su sencillo principal titulado «Sneakers».

## Antecedentes
El 2 de junio de 2022, a través de las redes oficiales del grupo y de su compañía discográfica JYP Entertainment, se anunció oficialmente que Itzy lanzaría un nuevo trabajo musical con su quinto miniálbum, ha ser estrenado el 15 de julio de 2022, anunciando además que llevaría por título Checkmate. Junto con ello, se anunció el cronograma de publicaciones previas asociadas al álbum y se informó que el grupo realizaría su primera gira mundial, comenzando en Seúl el 6 y 7 de agosto del mismo año y luego ocho ciudades de los Estados Unidos con fechas ya confirmadas.
El 3 de junio se lanzó la vista previa del álbum y se inició el pedido anticipado para su preventa.

## Lista de canciones
| CD / Descarga digital |               |                                                                                   |                                                                |                      |          |  |
| N.º                   | Título        | Letras                                                                            | Música                                                         | Arreglo              | Duración |  |
| 1.                    | «Sneakers»    | friday. (GALACTIKA), OGI (GALACTIKA), Didrik Thott, Jessica Pierpoint             | Didrik Thott, Sebastian Thott, Jessica Pierpoint               | Sebastian Thott      | 2:59     |  |
| 2.                    | «RAC3R»       | Noday, IRIS Yerin Lee, Czaer                                                      | Czaer, Noday, IRIS Yerin Lee                                   | Czaer                | 3:12     |  |
| 3.                    | «What I Want» | Saebom (lalala Studio)                                                            | Greg Bonnick, Hayden Chapman, Karin Wilhemina Eurenius         | LDN Noise, Wilhemina | 2:23     |  |
| 4.                    | «Free Fall»   | Song Heejin (Solcire), mr. cho (Solcire)                                          | Song Heejin (Solcire), mr. cho (Solcire), Christoffer Semelius | Christoffer Semelius | 2:59     |  |
| 5.                    | «365»         | Kenzie                                                                            | Kenzie, DEEZ, YUNSU, Ylva Dimberg                              | DEEZ, YUNSU          | 3:05     |  |
| 6.                    | «Domino»      | Hwang Eun Bit (PNP)                                                               | Christian Fast, Gusten Dahlqvist, Jonna Hall                   | Gusten Dahlqvist     | 3:06     |  |
| 7.                    | «Sneakers»    | friday. (GALACTIKA), OGI (GALACTIKA), Didrik Thott, Jessica Pierpoint, Sophia Pae | Didrik Thott, Sebastian Thott, Jessica Pierpoint               | Sebastian Thott      | 2:59     |  |
| 20:43                 |               |                                                                                   |                                                                |                      |          |  |

## Reconocimientos

### Premios y nominaciones
| Año  | Evento                 | Premio                              | Resultado | Ref.  |
| ---- | ---------------------- | ----------------------------------- | --------- | ----- |
| 2022 | Asian Pop Music Awards | Top 20 Álbumes del año - Extranjero | Ganador   | [ 6 ] |
| 2022 | Asian Pop Music Awards | Mejor álbum del año - Extranjero    | Nominado  | [ 7 ] |
| 2023 | Golden Disc Awards     | Álbum Bonsang                       | Nominado  | [ 8 ] |
| 2023 | Seoul Music Awards     | Premio Bonsang                      | Nominado  | [ 9 ] |

## Posicionamiento en listas
| Lista (2022)                            | Mejor posición |
| --------------------------------------- | -------------- |
| Bélgica (Ultratop Flanders)             | 62             |
| Corea del Sur (Circle Album Chart)      | 1              |
| Estados Unidos (Billboard 200)          | 8              |
| Estados Unidos (Billboard World Albums) | 1              |
| Finlandia (Suomen virallinen lista)     | 7              |
| Hungría (MAHASZ)                        | 28             |
| Japón (Oricon Album Chart)              | 10             |
| Japón (Oricon Digital Album)            | 13             |
| Japón (Billboard Japan)                 | 47             |
| Polonia (ZPAV)                          | 9              |
| Reino Unido (UK Digital Albums)         | 79             |
| Suecia (Sverigetopplistan)              | 12             |

## Historial de lanzamiento
| País          | Fecha               | Formato                         | Discográfica      | Ref.   |
| ------------- | ------------------- | ------------------------------- | ----------------- | ------ |
| Corea del Sur | 15 de julio de 2022 | CD, Descarga digital, streaming | JYP Entertainment | [ 21 ] |